# Championnat d'Argentine de football 1985
Navigation
Saison précédente Saison suivante
La saison 1985 du Championnat d'Argentine de football est la 55e édition professionnelle de la première division argentine.
Cette saison va servir de transition puisque le championnat argentin passe d'un calendrier basé sur l'année civile à un calendrier allant de septembre à mai. L'édition 1985 ne dure donc que 8 mois et ne comporte qu'un seul championnat, qui se dispute en plusieurs phases. En conséquence, il n'y a ni promotion, ni relégation en fin de saison et aucune qualification continentale.
Cette saison voit la victoire du club d'Argentinos Juniors, sacré pour la 2e fois.

## Championnat Nacional

### Première phase
| \| Bs Aires La Plata Rosario Santa Fe Córdoba Palpalá Cdte.Otamendi Río Cuarto Las Heras Salta Tucumán Firmat Cipolletti Posadas San Juan Tandil \| Villes représentées lors de la saison 1985 (Championnat Nacional) |
| Bs Aires La Plata Rosario Santa Fe Córdoba Palpalá Cdte.Otamendi Río Cuarto Las Heras Salta Tucumán Firmat Cipolletti Posadas San Juan Tandil                                                                         |

Tous les clubs participant au championnat Metropolitano et les 13 meilleures équipes régionales sont réparties en quatre poules où les clubs s'affrontent deux fois, à domicile et à l'extérieur. Les deux premiers de chaque poule sont qualifiés pour les huitièmes de finale, les deux derniers pour le premier tour de repêchages.

#### Poule A
| Rang | Équipe                     | Pts | J | G | N | P | Bp | Bc | Diff |
| ---- | -------------------------- | --- | - | - | - | - | -- | -- | ---- |
| 1    | Estudiantes (La Plata)     | 9   | 6 | 4 | 1 | 1 | 12 | 4  | +8   |
| 2    | Ramón Santamarina (Tandil) | 5   | 6 | 2 | 1 | 3 | 5  | 6  | -1   |
| 3    | Racing (Córdoba)           | 5   | 6 | 2 | 1 | 3 | 5  | 8  | -3   |
| 4    | Platense                   | 5   | 6 | 2 | 1 | 3 | 5  | 9  | -4   |

|  | Qualification pour la phase finale |

#### Poule B
| Rang | Équipe                     | Pts | J | G | N | P | Bp | Bc | Diff |
| ---- | -------------------------- | --- | - | - | - | - | -- | -- | ---- |
| 1    | Boca Juniors               | 8   | 6 | 3 | 2 | 1 | 13 | 6  | +7   |
| 2    | Estudiantes (Río Cuarto)   | 7   | 6 | 3 | 1 | 2 | 12 | 12 | 0    |
| 3    | Temperley                  | 5   | 6 | 2 | 1 | 3 | 8  | 11 | -3   |
| 4    | Altos Hornos Zapla (Jujuy) | 4   | 6 | 2 | 0 | 4 | 5  | 9  | -4   |

|  | Qualification pour la phase finale |

#### Poule C
| Rang | Équipe                            | Pts | J | G | N | P | Bp | Bc | Diff |
| ---- | --------------------------------- | --- | - | - | - | - | -- | -- | ---- |
| 1    | Independiente                     | 7   | 6 | 3 | 1 | 2 | 11 | 6  | +5   |
| 2    | Talleres (Córdoba)                | 7   | 6 | 3 | 1 | 2 | 6  | 6  | 0    |
| 3    | Guaraní Antonio Franco (Misiones) | 7   | 6 | 3 | 1 | 2 | 6  | 8  | -2   |
| 4    | Huracán                           | 3   | 6 | 0 | 3 | 3 | 7  | 10 | -3   |

|  | Qualification pour la phase finale |
|  | P : Promu de Segunda Division      |

#### Poule D
| Rang | Équipe                          | Pts | J | G | N | P | Bp | Bc | Diff |
| ---- | ------------------------------- | --- | - | - | - | - | -- | -- | ---- |
| 1    | River Plate                     | 10  | 6 | 4 | 2 | 0 | 10 | 4  | +6   |
| 2    | Unión (Santa Fe)                | 5   | 6 | 1 | 3 | 2 | 9  | 6  | +3   |
| 3    | Gimnasia y Esgrima (La Plata) P | 5   | 6 | 1 | 3 | 2 | 4  | 10 | -6   |
| 4    | Cipolletti (Rio Negro)          | 4   | 6 | 0 | 4 | 2 | 5  | 8  | -3   |

|  | Qualification pour la phase finale |
|  | P : Promu de Segunda Division      |

#### Poule E
| Rang | Équipe                            | Pts | J | G | N | P | Bp | Bc | Diff |
| ---- | --------------------------------- | --- | - | - | - | - | -- | -- | ---- |
| 1    | Newell's Old Boys (Rosario)       | 8   | 6 | 2 | 4 | 0 | 9  | 6  | +3   |
| 2    | San Lorenzo de Almagro            | 7   | 6 | 2 | 3 | 1 | 10 | 5  | +5   |
| 3    | Huracán Las Heras (Mendoza)       | 7   | 6 | 2 | 3 | 1 | 8  | 8  | 0    |
| 4    | Círculo Deportivo (Cdte.Otamendi) | 2   | 6 | 1 | 0 | 5 | 6  | 14 | -8   |

|  | Qualification pour la phase finale |

#### Poule F
| Rang | Équipe                | Pts | J | G | N | P | Bp | Bc | Diff |
| ---- | --------------------- | --- | - | - | - | - | -- | -- | ---- |
| 1    | Argentinos Juniors    | 9   | 6 | 3 | 3 | 0 | 16 | 5  | +11  |
| 2    | Chacarita Juniors     | 7   | 6 | 3 | 1 | 2 | 11 | 6  | +5   |
| 3    | Central Norte (Salta) | 5   | 6 | 1 | 3 | 2 | 4  | 14 | -10  |
| 4    | Belgrano (Córdoba)    | 3   | 6 | 0 | 3 | 3 | 8  | 14 | -6   |

|  | Qualification pour la phase finale |

#### Poule G
| Rang | Équipe                      | Pts | J | G | N | P | Bp | Bc | Diff |
| ---- | --------------------------- | --- | - | - | - | - | -- | -- | ---- |
| 1    | San Martín (Tucumán)        | 8   | 6 | 3 | 2 | 1 | 12 | 4  | +8   |
| 2    | Vélez Sársfield             | 8   | 6 | 2 | 3 | 1 | 11 | 6  | +5   |
| 3    | Argentino (Firmat)          | 5   | 6 | 2 | 1 | 3 | 5  | 10 | -5   |
| 4    | Juventud Alianza (San Juan) | 3   | 6 | 1 | 1 | 4 | 4  | 12 | -8   |

|  | Qualification pour la phase finale |

#### Poule H
| Rang | Équipe                     | Pts | J | G | N | P | Bp | Bc | Diff |
| ---- | -------------------------- | --- | - | - | - | - | -- | -- | ---- |
| 1    | Ferro Carril Oeste T       | 9   | 6 | 4 | 1 | 1 | 8  | 2  | +6   |
| 2    | Deportivo Español P        | 7   | 6 | 3 | 1 | 2 | 9  | 6  | +3   |
| 3    | Instituto (Córdoba)        | 6   | 6 | 3 | 0 | 3 | 9  | 9  | 0    |
| 4    | Juventud Antoniana (Salta) | 2   | 6 | 1 | 0 | 5 | 4  | 13 | -9   |

|  | Qualification pour la phase finale                |
|  | T : Tenant du titre P : Promu de Segunda Division |

#### Phase finale

##### Huitièmes de finale
Les vainqueurs en quarts de finale, les vaincus en 2e tour de repêchage
| Équipe 1                    | Résultat | Équipe 2                   | Aller | Retour |
| --------------------------- | -------- | -------------------------- | ----- | ------ |
| Independiente               | 6 - 3    | Ramón Santamarina (Tandil) | 3 - 1 | 3 - 2  |
| Talleres (Córdoba)          | 2 - 4    | Estudiantes (La Plata)     | 1 - 1 | 1 - 3  |
| Newell's Old Boys (Rosario) | 2 - 1    | Chacarita Juniors          | 0 - 0 | 2 - 1  |
| San Lorenzo de Almagro      | 2 - 3    | Argentinos Juniors         | 2 - 2 | 0 - 1  |
| San Martín (Tucumán)        | 4 - 2    | Estudiantes (Rio Cuarto)   | 0 - 0 | 4 - 2  |
| Boca Juniors                | 3 - 5    | Velez Sarsfield            | 3 - 2 | 0 - 3  |
| Ferro Carril Oeste          | 3 - 1    | Unión (Santa Fe)           | 1 - 0 | 2 - 1  |
| Deportivo Español           | 2 - 6    | River Plate                | 2 - 1 | 0 - 5  |

##### Premier tour de repêchage
Les vainqueurs en 2e tour de repêchage
| Équipe 1                          | Résultat | Équipe 2                          | Aller | Retour |
| --------------------------------- | -------- | --------------------------------- | ----- | ------ |
| Huracán                           | 3 - 2    | Racing (Córdoba)                  | 2 - 1 | 1 - 1  |
| Guarani Antonio Franco (Misiones) | 0 - 1    | Platense                          | 0 - 0 | 0 - 1  |
| Central Norte (Salta)             | 2 - 3    | Círculo Deportivo (Cdte.Otamendi) | 0 - 0 | 2 - 3  |
| Belgrano (Córdoba)                | 3 - 4    | Huracan La Heras (Mendoza)        | 2 - 1 | 1 - 3  |
| Altos Hornos Zapla (Jujuy)        | 3 - 2    | Argentino (Firmat)                | 2 - 0 | 1 - 2  |
| Juventud Alianza (San Juan)       | 5 - 7    | Temperley                         | 4 - 3 | 1 - 4  |
| Cipolletti (Rio Negro)            | 1 - 3    | Instituto (Córdoba)               | 0 - 0 | 1 - 3  |
| Gimnasia y Esgrima (La Plata)     | 3 - 1    | Juventud Antoniana (Salta)        | 3 - 0 | 0 - 1  |

##### Quarts de finale
Les vainqueurs en demi-finales, les vaincus en 3e tour de repêchage
| Équipe 1                    | Résultat | Équipe 2               |
| --------------------------- | -------- | ---------------------- |
| Ferro Carril Oeste          | 3 - 0    | Independiente          |
| San Martín (Tucumán)        | 0 - 2    | Argentinos Juniors     |
| River Plate                 | 2 - 0    | Estudiantes (La Plata) |
| Newell's Old Boys (Rosario) | 1 - 2    | a.p. Velez Sarsfield   |

##### Deuxième tour de repêchage
Les vainqueurs en 3e tour de repêchage
| Équipe 1                      | Résultat      | Équipe 2                   |
| ----------------------------- | ------------- | -------------------------- |
| Estudiantes (Rio Cuarto)      | 0 - 1         | Temperley                  |
| Gimnasia y Esgrima (La Plata) | 0 - 2         | Deportivo Español          |
| Unión (Santa Fe)              | 3 - 0         | Platense                   |
| Talleres (Córdoba)            | 0 - 4         | Instituto (Córdoba)        |
| Boca Juniors                  | 3 - 1         | Altos Hornos Zapla (Jujuy) |
| Huracan Las Heras (Mendoza)   | 3 - 3 2-3 tab | San Lorenzo de Almagro     |
| Chacarita Juniors             | 0 - 0 4-3 tab | Huracán                    |
| Central Norte (Salta)         | 1 - 1 4-2 tab | Ramón Santamarina (Tandil) |

##### Demi-finales
Les vainqueurs en finale, les vaincus en phase finale de repêchage
| Équipe 1           | Résultat | Équipe 2           |
| ------------------ | -------- | ------------------ |
| Velez Sarsfield    | 3 - 0    | River Plate        |
| Ferro Carril Oeste | 0 - 3    | Argentinos Juniors |

##### Troisième tour de repêchage
Les vainqueurs en phase finale de repêchage
| Équipe 1                    | Résultat      | Équipe 2               |
| --------------------------- | ------------- | ---------------------- |
| Independiente               | 1 - 0         | Boca Juniors           |
| Newell's Old Boys (Rosario) | 2 - 1         | Temperley              |
| Estudiantes (La Plata       | 1 - 1 6-5 tab | Deportivo Español      |
| Chacarita Juniors a.p.      | 2 - 0         | San Lorenzo de Almagro |
| Central Norte (Salta)       | 0 - 0 1-3 tab | Unión (Santa Fe)       |
| San Martín (Tucumán)        | 0 - 0 4-1 tab | Instituto (Córdoba)    |

##### Finale
Le vainqueur en finale pour le titre, le vaincu en finale de repêchage
| Équipe 1           | Résultat      | Équipe 2        | Aller | Retour |
| ------------------ | ------------- | --------------- | ----- | ------ |
| Argentinos Juniors | 2 - 2 4-3 tab | Velez Sarsfield | 2 - 0 | 0 - 2  |

##### Phase finale de repêchage
|  | Quarts de finale            | Quarts de finale            | Quarts de finale            | Quarts de finale            |               |               | Demi-finales | Demi-finales | Demi-finales | Demi-finales |  |  | Finale | Finale | Finale | Finale |
|  |                             |                             |                             |                             |               |               |              |              |              |              |  |  |        |        |        |        |
|  |                             |                             |                             |                             |               |               |              |              |              |              |  |  |        |        |        |        |
|  |                             |                             |                             |                             |               |               |              |              |              |              |  |  |        |        |        |        |
|  | River Plate                 | River Plate                 | 1                           | 1                           |               |               |              |              |              |              |  |  |        |        |        |        |
|  | River Plate                 | River Plate                 | 1                           | 1                           |               |               |              |              |              |              |  |  |        |        |        |        |
|  | Unión (Santa Fe)            | Unión (Santa Fe)            | 0                           | 0                           |               |               |              |              |              |              |  |  |        |        |        |        |
|  | Unión (Santa Fe)            | Unión (Santa Fe)            | 0                           | 0                           | River Plate   | River Plate   | 4            | 4            |              |              |  |  |        |        |        |        |
|  |                             |                             |                             |                             | River Plate   | River Plate   | 4            | 4            |              |              |  |  |        |        |        |        |
|  |                             |                             | Estudiantes (La Plata)      | Estudiantes (La Plata)      | 1             | 1             |              |              |              |              |  |  |        |        |        |        |
|  | Ferro Carril Oeste          | Ferro Carril Oeste          | Estudiantes (La Plata)      | Estudiantes (La Plata)      | 1             | 1             | 0 (2)        | 0 (2)        |              |              |  |  |        |        |        |        |
|  | Ferro Carril Oeste          | Ferro Carril Oeste          |                             |                             |               |               |              | 0 (2)        |              |              |  |  |        |        |        |        |
|  | Independiente tab           | Independiente tab           | 0 (4)                       | 0 (4)                       |               |               |              |              |              |              |  |  |        |        |        |        |
|  | Independiente tab           | Independiente tab           | 0 (4)                       | 0 (4)                       | River Plate   | River Plate   | 2            | 2            |              |              |  |  |        |        |        |        |
|  |                             |                             |                             |                             | River Plate   | River Plate   | 2            | 2            |              |              |  |  |        |        |        |        |
|  |                             |                             | Newell's Old Boys (Rosario) | Newell's Old Boys (Rosario) | 0             | 0             |              |              |              |              |  |  |        |        |        |        |
|  | Newell's Old Boys (Rosario) | Newell's Old Boys (Rosario) | Newell's Old Boys (Rosario) | Newell's Old Boys (Rosario) | 0             | 0             | 1            | 1            |              |              |  |  |        |        |        |        |
|  | Newell's Old Boys (Rosario) | Newell's Old Boys (Rosario) |                             |                             |               |               |              |              |              |              |  |  |        |        |        |        |
|  | Chacarita Juniors           | Chacarita Juniors           | 0                           | 0                           |               |               |              |              |              |              |  |  |        |        |        |        |
|  | Chacarita Juniors           | Chacarita Juniors           | 0                           | 0                           | Independiente | Independiente | 0            | 0            |              |              |  |  |        |        |        |        |
|  |                             |                             |                             |                             | Independiente | Independiente | 0            | 0            |              |              |  |  |        |        |        |        |
|  |                             |                             | Newell's Old Boys (Rosario) | Newell's Old Boys (Rosario) | 2             | 2             |              |              |              |              |  |  |        |        |        |        |
|  | Estudiantes (La Plata)      | Estudiantes (La Plata)      | Newell's Old Boys (Rosario) | Newell's Old Boys (Rosario) | 2             | 2             | 1            | 1            |              |              |  |  |        |        |        |        |
|  | Estudiantes (La Plata)      | Estudiantes (La Plata)      |                             |                             |               |               |              | 1            |              |              |  |  |        |        |        |        |
|  | San Martín (Tucumán)        | San Martín (Tucumán)        | 0                           | 0                           |               |               |              |              |              |              |  |  |        |        |        |        |
|  | San Martín (Tucumán)        | San Martín (Tucumán)        | 0                           | 0                           |               |               |              |              |              |              |  |  |        |        |        |        |
|  |                             |                             |                             |                             |               |               |              |              |              |              |  |  |        |        |        |        |

##### Finale de repêchage
Le vainqueur en finale pour le titre
| Équipe 1        | Résultat | Équipe 2    |
| --------------- | -------- | ----------- |
| Velez Sarsfield | 2 - 1    | River Plate |

##### Finale pour le titre
| Équipe 1           | Résultat      | Équipe 2        |
| ------------------ | ------------- | --------------- |
| Argentinos Juniors | 1 - 1 3-4 tab | Velez Sarsfield |

Pour respecter le principe de double élimination mise en place lors de la phase finale, un deuxième match est rejoué ; en effet, Argentinos Juniors est arrivé en finale pour le titre sans avoir perdu un seul duel, il a donc droit à une deuxième chance. En revanche, Velez Sarsfield a déjà été « éliminé » une fois, lors de la finale des vainqueurs, par Argentinos Juniors. Par conséquent, le vainqueur de ce match est officiellement déclaré champion d'Argentine.
| Équipe 1        | Résultat | Équipe 2           |
| --------------- | -------- | ------------------ |
| Velez Sarsfield | 1 - 2    | Argentinos Juniors |

## Bilan de la saison
| Championnat d'Argentine de football 1985                             |                               |
| Champion                                                             | Argentinos Juniors (2e titre) |
| Promotions et relégations                                            |                               |
| Promus en Championnat d'Argentine de football                        | Aucun                         |
| Relégués en Championnat d'Argentine de football de deuxième division | Aucun                         |